# Variogram
V prostorové statistice je teoretický variogram {\displaystyle 2\gamma (x,y)} funkce popisující stupeň prostorové závislosti na prostorové náhodné proměnné nebo na stochastickém procesu. Je definován jako odchylka rozdílu mezi polem hodnot ve dvou různých místech (x a y) v celé dané realizaci. (Cressie 1993).
{\displaystyle 2\gamma (x,y)={\text{var}}(Z(x)-Z(y))=E\left(|(Z(x)-\mu (x))-(Z(y)-\mu (y))|^{2}\right)}
 .
Jestliže prostorový náhodný prvek má konstantní průměr {\displaystyle \mu }, je to ekvivalent očekávání čtvercového nárůstu hodnot mezi lokalitou {\displaystyle x} a {\displaystyle y} (Wackenagel 2003) (kde {\displaystyle x} a {\displaystyle y} nejsou souřadnice, ale body v prostoru): 

{\displaystyle 2\gamma (x,y)=E\left(|Z(x)-Z(y)|^{2}\right)}
, 

kde {\displaystyle \gamma (x,y)} samotná je nazývána semivariogram. V případě stacionárního procesu variogram a semivariogram může být prezentován jako funkce {\displaystyle \gamma _{s}(h)=\gamma (0,0+h)} rozdílu h=y-x mezi dvěma místy pouze tímto vztahem (Cressie 1993): 

{\displaystyle \gamma (x,y)=\gamma _{s}(y-x)}
. 

V případě že je navíc proces izotropní, poté může být variogram a semivariogram prezentován funkcí {\displaystyle \gamma _{i}(h):=\gamma _{s}(he_{1})} vzdálenosti {\displaystyle h=\|y-x\|} pouze (Cressie 1993):

{\displaystyle \gamma (x,y)=\gamma _{i}(h)}
.

Indexy {\displaystyle i} nebo {\displaystyle s} se většinou nepíší. Podmínky jsou používány pro všechny tři formy funkcí. Navíc, výraz "variogram" je občas používán pro označení semivariogramu, a {\displaystyle \gamma } je občas používána pro variogram, což může být matoucí. 

## Vlastnosti
Podle (Cressie 1993, Chiles and Delfiner 1999, Wackernagel 2003), teoretický variogram má následující vlastnosti:

- Semivariogram není záporný {\displaystyle \gamma (x,y)\geq 0}, protože je druhou mocninou.
- Semivariogram {\displaystyle \gamma (x,x)=\gamma _{i}(0)=E\left((Z(x)-Z(x))^{2}\right)=0} ve vzdálenosti 0 je vždy 0, protože {\displaystyle Z(x)-Z(x)=0}.
- Funkcí je semivariogram pouze tehdy if it is a conditionally negative definite function, i.e. for all weights {\displaystyle w_{1},\ldots ,w_{N}} subject to {\displaystyle \sum _{i=1}^{N}w_{i}=0} a pozicí {\displaystyle x_{1},\ldots ,x_{N}} it holds:

{\displaystyle \sum _{i=1}^{N}\sum _{j=1}^{N}w_{i}\gamma (x_{i},x_{j})w_{j}\leq 0}
což koresponduje s faktem, že rozdíl {\displaystyle var(X)ofX=\sum _{i=1}^{N}w_{i}Z(x_{i})} je dán záporem dvojnásobku sumy a musí být nezáporný
- V důsledku toho může být semivariogram nesouvislý pouze na začátku. Výška posunutí na začátku je označována jako nugget nebo nugget effect
- Jestliže kovarianční funkce stacionárního procesu existuje, je spojená s variogramem takto:

{\displaystyle 2\gamma (x,y)=C(x,x)+C(y,y)-2C(x,y)}
Pro nestacionární proces musí být přidána mocnina rozdílu mezi očekávanými hodnotami v obou bodech:

{\displaystyle 2\gamma (x,y)=C(x,x)+C(y,y)-2C(x,y)+(E(Z(x))-E(Z(y)))^{2}}
- Jestliže stacionární náhodné pole nemá žádnou prostorovou závislost (tj. {\displaystyle C(h)=0ifh\not =0}, semivariogram je konstantní {\displaystyle var(Z(x))} kdekoliv s výjimkou začátku kde je 0.
- {\displaystyle \gamma (x,y)=E(|Z(x)-Z(y)|^{2})=\gamma (y,x)} je symetrickou funkcí.
- V důsledku je {\displaystyle \gamma _{s}(h)=\gamma _{s}(-h)} sudou funkcí.
- Jestliže náhodné pole je stacionární a ergodic tak, {\displaystyle \lim _{h\to \infty }\gamma _{s}(h)=var(Z(x))} koresponduje s variancí pole. Limita semivariogramu je také nazývána prahem.

## Empirický variogram
Pro pozorování {\displaystyle z_{i},\;i=1,\ldots ,k} v místech {\displaystyle x_{1},\ldots ,x_{k}} je empirický variogram {\displaystyle {\hat {\gamma }}(h)} definován jako (Cressie 1993):
{\displaystyle {\hat {\gamma }}(h):={\frac {1}{|N(h)|}}\sum _{(i,j)\in N(h)}|z_{i}-z_{j}|^{2}}
kde {\displaystyle N(h)} značí soubor párů pozorování {\displaystyle i,\;j} jakými jsou {\displaystyle |x_{i}-x_{j}|=h} a {\displaystyle |N(h)|} je počet párů v souboru. (Všeobecně "aproximovaná vzdálenost" {\displaystyle h} se používá vykonáním jisté tolerance.)

Empirický variogram je použit v geostatistice jako první odhad (teoretického) variogramu potřebného pro prostorovou interpolaci krigingem.
Podle (Cressie 1993) pro pozorování {\displaystyle z_{i}=Z(x_{i})} ze stacionárního náhodného pole {\displaystyle Z(x)} je empirický variogram s lag tolerance 0 je nezaujatý odhace teoretického variogramu jelikož:
{\displaystyle E[{\hat {\gamma }}(h)]={\frac {1}{2|N(h)|}}\sum _{(i,j)\in N(h)}E[|Z(x_{i})-Z(x_{j})|^{2}]={\frac {1}{2|N(h)|}}\sum _{(i,j)\in N(h)}2\gamma (x_{j}-x_{i})={\frac {2|N(h)|}{2|N(h)|}}\gamma (h)}

## Parametry variogramu
Následující parametry jsou často použity k popsání variogramu:
- nugget {\displaystyle n}: Velikost posunutí semivariogramu v jeho počátku.
- sill {\displaystyle s}: Limita, také práh semivariogramu
- range {\displaystyle r}: Rozsah ve kterém rozdíl variogramu přijde zanedbatelný V modelech s pevným prahem je to vzdálenost která je dosažena první. Pro modely s asymptotickým prahem, je to bráno jako vzdálenost, kde semivariance dosahuje 95 % prahu.

## Modely variogramu
Empirický variogram nemůže být počítán pro každou lag vzdálenost {\displaystyle h} a vzhledem k rozdílům v odhadu není jisté že je správný, jak je definováno výše. Některé geostatistické metody jako je kriging potřebují správné semivariogramy. V aplikované geostatistice jsou empirické variogramy tudíž často upravovány podle modelu funkce zajišťující jejich správnost (Chiles&Delfiner 1999). Některé důležité modely (Chiles&Delfiner 1999, Cressie 1993):
- Exponenciální model

{\displaystyle \gamma (h)=(s-n)(1-\exp(-h/(ra)))+n1_{(0,\infty )}(h)}
- Sférický model

{\displaystyle \gamma (h)=(s-n)\left(\left({\frac {3h}{2r}}-{\frac {h^{3}}{2r^{3}}}\right)1_{(0,r)}(h)+1_{[r,\infty )}(h)\right)+n1_{(0,\infty )}(h)}
- Gaussovský model

{\displaystyle \gamma (h)=(s-n)\left(1-\exp \left(-{\frac {h^{2}}{r^{2}a}}\right)\right)+n1_{(0,\infty )}(h)}
Parametr {\displaystyle a} má odlišné hodnoty v různých odkazech, díky nejednoznačnosti definice v rozsahu. Např. {\displaystyle a=1/3} je hodnota použita v (Chiles&Delfiner 1999). {\displaystyle 1_{A}(h)}je 1 jestliže {\displaystyle h\in A} a 0 jindy.

## Diskuze
Tři funkce jsou používány pro popsání prostorové nebo časové korelace pozorování: korelogram, kovariance a semivariogram. Poslední je také jednoduše nazýván variogramem. Variogram na rozdíl od semivariogramu ukazuje, kde je značný stupeň prostorové závislosti ve vzorku prostorové.
Variogram je klíčovou funkcí v geostatistice, stejně jako se používá pro "fitování" modelu časové nebo prostorové korelace pozorovaného jevu. Experimentální variogram je používán pro vizualizaci možné prostorové/časové korelace a variogramový model je používán k definování váhy krigingové funkce. Všimněte si, že experimentální variogram je empirický odhad kovariance gaussovského procesu. Jako takový nemusí být přímo použitelný v krigingu bez omezení nebo dalšího zpracování. To vysvětluje proč je používán pouze omezený počet modelů variogramu: lineární, sférický, gaussovský a exponenciální.

Jestliže je variogram použit k popsání korelace rozdílných proměnných je nazývám křížový-variogram. Křížový variogram je používán v ko-krigingu. V případě, že proměnná je binární nebo reprezentuje třídy hodnot, poté mluvíme o indikátoru variogramu. Indikátor variogramu je používán v indikátor krigingu.